# チャールズ・ボーモント
チャールズ・ボーモント（英語: Charles Beaumont、1929年1月2日 - 1967年2月21日）は、アメリカ合衆国の小説家である。

## 人物・経歴
イリノイ州シカゴ生まれ。本名、チャールズ・ラロイ・ナット。少年時代から書物を愛し、17歳のときにレイ・ブラッドベリを訪問。その出会いを機に本格的に作家を志した。18歳の時、ハリウッドへ飛び込む。その後、22歳の1951年に「悪魔が来たりて―?」が『アメージング・ストーリーズ』誌に掲載され、プロ小説家デビュー。その後は短編小説をSF誌や『PLAYBOY』誌などで発表、1950年代後半からはテレビ脚本家となり、後にロジャー・コーマン作品や『ラオ博士の7つの顔』などの映画作品の脚本等も手掛けた。
レイ・ブラッドベリに師事し、独特で「奇妙な味」を持つ作品を執筆した。それら小説は「エンターテイメントと文学の両分野にまたがっている」と言われている。しかし、若年性アルツハイマー病に罹り、1967年に38歳の若さで、この世を去った。

## 小説以外の主な活躍
- ファンタジイ・アンド・サイエンス・フィクション誌にて映画批評を担当し連載。
- PLAYBOY誌にてエッセイ、『血まみれのパルプ・マガジン』を連載。
- テレビドラマ『トワイライト・ゾーン (1959年)』に脚本家として参加。
- 自身の小説『The Intruder』を原作とした映画『侵入者』では脚色を担当し、ボーモント本人も校長役として出演している。
- モータースポーツ雑誌への寄稿もしばしばしており、自らカーレースへ出場したこともあった。
- 映画『ラオ博士の7つの顔』（1964年）に脚本家として参加。

## 日本語訳作品

### 作品集(単著)
- 『夜の旅その他の旅』（小笠原豊樹/訳、早川書房、異色作家短篇集第4巻、1961年）
  - 新装版（小笠原豊樹/訳、早川書房、2006年)
- 『残酷な童話―ダーク・ファンタジー・コレクション』(仁賀克雄/訳、論創社、2007年)
- 『予期せぬ結末2 トロイメライ』(井上雅彦編、 扶桑社文庫、2013年)

### アンソロジー収録作品
- 「美しき幻影」 (仁賀克雄/訳)　- 『機械仕掛けの神―黄金の50年代SF傑作選』(ソノラマ文庫、1984年)
- 「会合場所」 (仁賀克雄/訳)　- 『吸血鬼伝説 ドラキュラの末裔たち』(原書房、1997年)
- 「夢を見るかも」 (矢野浩三郎/訳)　- 『シデムシの歌―恐怖と怪奇名作集1』(岩崎書店、1998年)
- 「魔術師」(小笠原豊樹/訳)　- 『異形アンソロジー タロット・ボックス<2>』(角川ホラー文庫、2001年)
- 「不眠の一夜(Insomnia Vobiscum)」 (仁賀克雄/訳)　- 『新・幻想と怪奇』(早川書房、2009年)

### 雑誌掲載作品
- 「床屋の予約」（金子浩/訳） - 『S-Fマガジン』2004年7月号（早川書房）
- 「愛車の助言」（植草昌実/訳） - 『ナイトランド・クォータリー』vol.06（アトリエサード、2016年8月）

## 映画
- 惑星X悲劇の壊滅 1958 QUEEN OF OUTER SPACE 脚本
- 侵入者 1962 THE INTRUDER 原作脚本出演
- 不思議な世界の物語 1962 THE WONDERFUL WORLD OF THE BROTHERS GRIMM 脚本
- 姦婦の生き埋葬 1962 THE PREMATURE BURIAL 脚本
- 怪談呪いの霊魂 1963 THE HAUNTED PALACE 脚本
- 赤死病の仮面 1964 THE MASQUE OF THE RED DEATH 脚本
- ラオ博士の7つの顔 1964 7 FACES OF DR. LAO 脚本
- ジャングル・モーゼ 1965 MISTER MOSES 脚本
- ブレイン・デッド／脳外科医Ｒ 1989 BRAIN DEAD 原作